# Kenneth Montgomery
Kenneth Montgomery (Belfast, 28 oktober 1943 – Amsterdam, 5 maart 2023) was een Britse (Noord-Ierse) dirigent die langdurig in Nederland woonde en werkte.

## Opleiding
Montgomery studeerde aan het Royal College of Music in Londen bij Sir Adrian Boult. Hij studeerde verder in Hamburg bij Hans Schmidt-Isserstedt, in Siena bij Sergiu Celibidache en ook bij Sir John Pritchard. 

## Activiteiten
Montgomery begon zijn professionele carrière bij de Glyndebourne Festival Opera en de English National Opera, toen nog Sadler’s Wells Opera geheten. In 1973 werd hij benoemd tot dirigent en muzikaal leider van het Bournemouth Sinfonietta en twee jaar later werd hij dirigent en muzikaal leider van de Glyndebourne Touring Opera. Hetzelfde jaar maakte hij zijn debuut bij het Royal Opera House Covent Garden, in Le nozze di Figaro.
Na zijn debuut in 1970 bij de toenmalige Nederlandse Opera Stichting in L'Ormindo van Cavalli ging hij steeds meer in Nederland werken. In 1975 werd hij benoemd tot chef-dirigent van het Omroep Orkest, het latere Radio Symfonie Orkest, waar later het Groot Omroepkoor bij kwam. Met het Radio Symfonie Orkest en het Groot Omroepkoor was bij betrokken bij veel uitzendingen voor de Nederlandse omroep.

### Opera
Bij De Nederlandse Opera leidde hij onder andere producties van Ravels L’heure espagnole, De Falla's El retablo de maese Pedro, Janáčeks Kát’a Kabanová en Humperdincks Hänsel und Gretel. Ook was hij dirigent bij de Nationale Reisopera in een productie van Mozarts Idomeneo.
Montgomery dirigeerde bij operahuizen in de Verenigde Staten (Santa Fe, San Diego en Baltimore), Canada (Toronto en Vancouver), Australië (‘’Australian State Opera’’, Adelaide), Frankrijk (Opéra de Paris, Marseille), België (Koninklijke Muntschouwburg in Brussel) en Italië (La Resurrezione van Händel in het Teatro alla Scala in Milaan).
Hij had ook een aantal vaste aanstellingen als operadirigent: in 1985 werd hij artistiek leider en dirigent van de Opera van Noord-Ierland en in 1991 werd hij directeur van de opera-afdeling van het Koninklijk Conservatorium in Den Haag. Deze functie werd speciaal voor hem in het leven geroepen. Nadat de opera-afdelingen van de conservatoria in Den Haag en Amsterdam fuseerden tot de Opera-academie, was Montgomery twee jaar de artistiek directeur. Hij bleef daarna nog masterclasses geven in Den Haag.
Montgomery leidde producties van uiteenlopend repertoire, variërend van barokmuziek tot eigentijds muziektheater. Hij dirigeerde onder andere L’Ormindo van Cavalli, Lucia Silla van Mozart, Rossini van Rossini, Iphigénie en Aulide van Gluck, Moses und Aron van Schönberg (Holland Festival 1986), Death in Venice en Peter Grimes van Britten, Cendrillon van Masenet en Giulio Cesare van Händel.

### Symfonieorkesten
Naast operaproducties leidde Montgomery regelmatig symfonieorkesten: de Nederlandse orkesten en onder andere het Orchestre Philharmonique de Radio France, het Orchestre National de France, het Ensemble Orchestral de Paris, de Accademia Nazionale di Santa Cecilia (Rome), het Bournemouth Symphony Orchestra, het English Chamber Orchestra, het CBC Vancouver Orchestra en symfonieorkesten in België, Duitsland (Neurenberg en Münster), de Verenigde Staten (Detroit, Baltimore, Houston, Minneapolis en San Antonio), Mexico (Orquesta Filarmónica de la UNAM) en Nieuw-Zeeland. Van 2007 tot 2010 was Montgomery chef-dirigent van het Ulster Orchestra in zijn geboorteland.

### Overlijden
Montgomery overleed op 79-jarige leeftijd aan de gevolgen van een longontsteking.